# Бийск (станция)
Бийск — станция Алтайского региона Западно-Сибирской железной дороги, находящаяся в городе Бийске Алтайского края.
Станция является конечной на линии от узловой станции Алтайская.

## История
Строительство железнодорожной ветки началось в 1913 году от станций Алтайская и Бийск одновременно в двух встречных направлениях.

## Вокзал
Вокзал станции Бийск был сдан в эксплуатацию 12 декабря 1914 года. В этом же году по рекам Оби и Бие в город переправили первый паровоз.
В 1953 году вокзал был реконструирован с надстройкой правого крыла и второго этажа.
В 1995 году произведён капитальный ремонт вокзала с отделкой внутренних помещений (холла, зала ожидания, кассового зала) белым и красным мрамором.
В 1997 году построен новый перрон, произведён капитальный ремонт фасада здания — отделка цокольной части гранитом, стен — мраморной крошкой с покрытием.
В 2008 году в Бийске началось строительство нового железнодорожного вокзала, который открыли к 300-летию города 5 сентября 2009 года.

### Адрес вокзала
659303, Россия, Алтайский край, г. Бийск, пл. Шукшина, 9

## Дальнее следование со станции
| № поезда | Маршрут движения    | № поезда | Маршрут движения    |
| -------- | ------------------- | -------- | ------------------- |
| 601      | Новосибирск — Бийск | 602      | Бийск — Новосибирск |
| 601Н     | Томск — Бийск       | 602Н     | Бийск — Томск       |

## Вагоны беспересадочного сообщения
| № поезда | Маршрут движения   | № поезда | Маршрут движения   |
| -------- | ------------------ | -------- | ------------------ |
| 658Н     | Москва — Бийск     | 602      | Бийск — Москва     |
| 658Н     | Алма-Ата — Бийск   | 658Н     | Бийск — Алма-Ата   |
| 601      | Красноярск — Бийск | 602      | Бийск — Красноярск |

## Пригородное сообщение по станции
| № поезда                   | Маршрут движения | № поезда                   | Маршрут движения |
| -------------------------- | ---------------- | -------------------------- | ---------------- |
| 7009/7010 «Калина красная» | Барнаул — Бийск  | 7010/7009 «Калина красная» | Бийск — Барнаул  |
| 7012/7011                  | Барнаул — Бийск  | 7012/7011                  | Бийск — Барнаул  |

## Деятельность
Станция открыта для грузовой работы.
Коммерческие операции, выполняемые на станции:
- продажа пассажирских билетов[2];
- приём и выдача багажа[2];
- приём и выдача повагонных отправок грузов (открытые площадки)[2];
- приём и выдача мелких отправок грузов (крытые склады)[2];
- приём и выдача повагонных и мелких отправок грузов (подъездные пути)[2];
- приём и выдача повагонных отправок грузов (крытые склады)[2];
- приём и выдача грузов в универсальных контейнерах (3 и 5 тонн)[2];
- приём и выдача грузов в универсальных контейнерах (20 тонн)[2].

## В культуре
Старый вокзал станции "Бийск" фигурирует в фильме В.М. Шукшина "Печки-лавочки".